# Jay E. Adams' bibliografi
Dette er en liste over publikationer af Jay E. Adams.
Jay Edward Adams (født 30. januar, 1929) er en amerikansk, reformeret kristen som har skrevet mere end 100 bøger. Hans bøger er blevet oversat til 16 sprog, og han har en doktorgrad i prædiken.

## Dåb
- The Meaning and Mode of Baptism. P & R Publishing. 1975. ISBN 0-87552-043-X. (engelsk)

## Rådgivning
- Essays on counseling. Zondervan. 1972. ISBN 310511712. {{cite book}}: Tjek |isbn=: length (hjælp) (engelsk)
- Christian Living in the Home. P & R Publishing. 1972. ISBN 875520162. {{cite book}}: Tjek |isbn=: length (hjælp) (engelsk)
- Big Umbrella, The. Calvary Press. 1972. ISBN 1-879737-75-2. (engelsk)
- Pastoral Life, The. Zondervan. 1974. (engelsk)
- Pastoral Counseling. Zondervan. 1975. (engelsk)
- Pastoral Leadership. Zondervan. 1975. (engelsk)
- Use of Scripture in Counseling, The. P & R Publishing. 1975. ISBN 0-8010-0099-8. (engelsk)
- Your Place in the Counseling Revolution. P & R Publishing. 1975. ISBN 0-8010-0100-5. (engelsk)
- Coping with Counseling Crisis. P & R Publishing. 1976. ISBN 0-8010-0112-9. (engelsk)
- What about nouthetic counseling: A question and answer book with history, help and hope for the Christian counselor. Baker Book House. 1977. ISBN 801001145. {{cite book}}: Tjek |isbn=: length (hjælp) (engelsk)
- Matters of Concern to Christian Counselors. Zondervan. 1977. ISBN 0-8010-0138-2. (engelsk)
- Lectures of Counseling. Baker Book House. 1978. ISBN 801001226. {{cite book}}: Tjek |isbn=: length (hjælp) (engelsk)
- Four Weeks with God and Your Neighbor. P & R Publishing. 1978. ISBN 0-87552-020-0. (engelsk)
- Trust and Obey. P & R Publishing. 1978. ISBN 0-8010-0145-5. (engelsk)
- Communicating with 20th Century Man. P & R Publishing. 1979. ISBN 0-87552-008-1. (engelsk)
- More than Redemption. Zondervan. 1979. ISBN 0-8010-0159-5. (engelsk)
- Update on Christian Counseling, Volume 1. Zondervan. 1979. (engelsk)
- Helps for Counselors: A mini-manual for Christian Counseling. Baker Books. 1980. ISBN 801001560. {{cite book}}: Tjek |isbn=: length (hjælp) (engelsk)
- Ready to Restore: The Layman's Guide to Christian Counseling. P & R Publishing. 1981. ISBN 978-0-87552-070-4. (engelsk)
- Christian Counselor's Wordbook, The. P & R Publishing. 1981. ISBN 0-87552-069-3. (engelsk)
- Update on Christian Counseling, Volume 2. Zondervan. 1981. (engelsk)
- How to Handle Trouble. P & R Publishing. 1982. ISBN 875520766. {{cite book}}: Tjek |isbn=: length (hjælp) (engelsk)
- Godliness Through Discipline. P & R Publishing. 1983. ISBN 875520219. {{cite book}}: Tjek |isbn=: length (hjælp) (engelsk)
- Grist from Adams' Mill. P & R Publishing. 1983. ISBN 0-87552-079-0. (engelsk)
- Power of Error. Baker Books. 1985. ISBN 801001412. {{cite book}}: Tjek |isbn=: length (hjælp) (engelsk)
- Competent to Counsel. Zondervan. 1986. ISBN 310511402. {{cite book}}: Tjek |isbn=: length (hjælp) (engelsk)
- The Biblical View of Self-Esteem, Self-Love, and Self-Image. Harvest House Publishers. 1986. ISBN 978-0-89081-553-3. (engelsk)
- Theology of Christian Counseling, A. Zondervan. 1986. ISBN 310511011. {{cite book}}: Tjek |isbn=: length (hjælp) (engelsk)
- Christian Counselor's Casebook, The. Zondervan. 1986. ISBN 310511615. {{cite book}}: Tjek |isbn=: length (hjælp) (engelsk)
- Handbook of Church Discipline: A Right and Privilege of Every Church Member (Jay Adams Library). Zondervan. 1986. ISBN 310511917. {{cite book}}: Tjek |isbn=: length (hjælp) (engelsk)
- How to Help People Change. Zondervan. 1986. ISBN 0-310-51181-X. (engelsk)
- Marriage, Divorce, and Remarriage in the Bible. Zondervan. 1986. ISBN 310511119. {{cite book}}: Tjek |isbn=: length (hjælp) (engelsk)
- Shepherding God's Flock: A Handbook on Pastoral Ministry, Counseling and Leadership. Zondervan. 1986. ISBN 310510716. {{cite book}}: Tjek |isbn=: length (hjælp) (engelsk)
- Solving Marriage Problems. Zondervan. 1986. ISBN 310510813. {{cite book}}: Tjek |isbn=: length (hjælp) (engelsk)
- THE CHRISTIAN COUNSELOR'S MANUAL, the practice of nouthetic counseling. Zondervan. 1988. ISBN 0-310-51150-X. (engelsk)
- Christian Counselor's Commentary Galatians, Ephesians, Colossians, Philemon. Timeless Texts. 1995. ISBN 964355620. {{cite book}}: Tjek |isbn=: length (hjælp) (engelsk)
- What to Do on Thursday: A Layman's Guide to the Practical Use of the Scriptures. Timeless Texts. 1995. ISBN 964355671. {{cite book}}: Tjek |isbn=: length (hjælp) (engelsk)
- Teaching to Observe: The Counselor as Teacher. Timeless Texts. 1996. ISBN 0-9643556-8-X. (engelsk)
- A Thirst for Wholeness: How to Gain Wisdom from the Book of James. Timeless Texts. 1997. ISBN 964355698. {{cite book}}: Tjek |isbn=: length (hjælp) (engelsk)
- From Forgiven to Forgiving: Learning to Forgive One Another God's Way. Calvary Press. 1997. ISBN 1-879737-12-4. (engelsk)
- Back to the Blackboard: Design for a Biblical Christian School. Timeless Texts. 1998. ISBN 1-889032-05-0. (engelsk)
- Christian Living in the World. Timeless Texts. 1998. ISBN 978-1-889032-10-8. (engelsk)
- Counsel from Psalm 119. Timeless Texts. 1998. ISBN 1-889032-07-7. (engelsk)
- Maintaining the Delicate Balance in Christian Living: Biblical Balance in a World That's Tilted Toward Sin!. Timeless Texts. 1998. ISBN 1-889032-11-5. (engelsk)
- The Christian's Guide to Guidance: How to Make Biblical Decisions in Everyday Life. Timeless Texts. 1998. ISBN 1-889032-06-9. (engelsk)
- Christ and Your Problems. P & R Publishing. 1999. ISBN 875520111. {{cite book}}: Tjek |isbn=: length (hjælp) (engelsk)
- Hebrews, James, I & II Peter, and Jude (Christian Counselor's Commentary). Timeless Texts. 1999. ISBN 1-889032-01-8. (engelsk)
- The Gospel of John & Letters of John and Jesus (Christian Counselor's Commentary). Timeless Texts. 1999. ISBN 1-889032-08-5. (engelsk)
- A Call for Discernment: Distinguishing Truth from Error in Today's Church. Timeless Texts. 1999. ISBN 1-889032-04-2. (engelsk)
- Acts (Christian Counselor's Commentary). Timeless Texts. 1999. ISBN 1-889032-14-X. (engelsk)
- I & II Corinthians (Christian Counselor's Commentary). Timeless Texts. 1999. ISBN 964355612. {{cite book}}: Tjek |isbn=: length (hjælp) (engelsk)
- I & II Timothy, Titus (Christian Counselor's Commentary). Timeless Texts. 1999. ISBN 964355655. {{cite book}}: Tjek |isbn=: length (hjælp) (engelsk)
- Life Under the Son: Counsel from the Book of Ecclesiastes. Timeless Texts. 1999. ISBN 1-889032-16-6. (engelsk)
- Proverbs (Christian Counselor's Commentary). Timeless Texts. 1999. ISBN 1-889032-03-4. (engelsk)
- Romans, I & II Thessalonians, and Philippians (Christian Counselor's Commentary). Timeless Texts. 1999. ISBN 964355663. {{cite book}}: Tjek |isbn=: length (hjælp) (engelsk)
- The Gospel of Luke (Christian Counselor's Commentary). Timeless Texts. 1999. ISBN 1-889032-09-3. (engelsk)
- The Gospels of Matthew and Mark (Christian Counselor's Commentary). Timeless Texts. 1999. ISBN 1-889032-12-3. (engelsk)
- Wrinkled But Not Ruined: Counsel for the Elderly. Timeless Texts. 1999. ISBN 1-889032-13-1. (engelsk)
- Hope for the New Millennium. Timeless Texts. 2000. ISBN 1-889032-18-2. (engelsk)
- Signs & Wonders: In the Last Days. Timeless Texts. 2000. ISBN 1-889032-19-0. (engelsk)
- The Use of the Rod and Staff: A Neglected Aspect of Shepherding (Ministry Monographs for Modern Times). Timeless Texts. 2003. ISBN 1-889032-41-7. (engelsk)
- Is All Truth God's Truth? (Ministry Monographs for Modern Times). Timeless Texts. 2004. ISBN 1-889032-40-9. (engelsk)
- What to Do When Counseling Fails (Ministry Monographs for Modern Times). Timeless Texts. 2004. ISBN 978-1-889032-43-6. (engelsk)
- Christian Counselor's New Testament and Proverbs-OE. Timeless Texts. 2004. ISBN 1-889032-47-6. (engelsk)
- Committed to Craftmanship. Timeless Texts. 2004. ISBN 1-889032-23-9. (engelsk)
- Critical Stages of Biblical Counseling. Timeless Texts. 2004. ISBN 1-889032-30-1. (engelsk)
- Growing by Grace: Sanctification and Counseling (Ministry Monographs for Modern Times). Timeless Texts. 2004. ISBN 1-889032-42-5. (engelsk)
- Insight & Creativity in Christian Counseling: A Study of the Usual & the Unique. Timeless Texts. 2004. ISBN 1-889032-29-8. (engelsk)
- The Place of Authority in Christ's Church (Ministry Monographs for Modern Times). Timeless Texts. 2004. ISBN 1-889032-45-X. (engelsk)
- The Practical Encyclopedia of Christian Counseling. Timeless Texts. 2004. ISBN 1-889032-46-8. (engelsk)
- How to Help People in Conflict. Timeless Texts. 2005. ISBN 1-889032-50-6. (engelsk)
- The Case of the Hopeless Marriage: A Nouthetic Counseling Case from Beginning to End. Timeless Texts. 2007. ISBN 1-889032-52-2. (engelsk)
- Compassionate Counseling. Timeless Texts. 2007. ISBN 1-889032-59-X. (engelsk)
- Encouragement Isn't Enough. Timeless Texts. 2007. ISBN 1-889032-57-3. (engelsk)
- Importance of Faith in Counseling. Timeless Texts. 2007. ISBN 1-889032-58-1. (engelsk)
- Language of Counseling (Ministry Monographs for Modern Times). Timeless Texts. 2007. ISBN 1-889032-56-5. (engelsk)
- Greg Dawson and the Psychology Class. Timeless Texts. 2008. ISBN 1-889032-63-8. (engelsk)
- Joyfully Counseling People with New Hearts. Timeless Texts. 2008. ISBN 1-889032-62-X. (engelsk)
- How to Overcome Evil. P & R Publishing. 2010. ISBN 1-59638-222-8. (engelsk)
- Sibling Rivalry in the Household of God. Calvary Press. 2010. ISBN 978-1-879737-77-8. (engelsk)
- Together for Good: Counseling and the Providence of God. Timeless Texts. 2010. ISBN 1-889032-65-4. (engelsk)
- Winning the War Within: Biblical Strategy for Spiritual Warefare. Timeless Texts. 2011. ISBN 890817324. {{cite book}}: Tjek |isbn=: length (hjælp) (engelsk)
- Types of People: How to Counsel Them Biblically. Timeless Texts. 2011. ISBN 1-889032-67-0. (engelsk)

## Eskatologi
- I Will Tell You the Mystery. A Press. 1959. (engelsk)
- Realized Millennialism. Self published. 1959. (engelsk)
- Visions of the Revelation. Whitford Press. 1999. ISBN 898658241. {{cite book}}: Tjek |isbn=: length (hjælp) (engelsk)
- Preterism: Orthodox or Unorthodox? (Ministry Monographs for Modern Times). Timeless Texts. 2004. ISBN 1-889032-44-1. (engelsk)
- The Time Is at Hand. Timeless Texts. 2004. ISBN 1-889032-24-7. (engelsk)
- The Time of the End: Daniel's Prophecy Reclaimed. Timeless Texts. 2004. ISBN 1-889032-21-2. (engelsk)

## Prædiken
- Studies in Preaching, Volume 1. P & R Publishing. 1975. (engelsk)
- Studies in Preaching, Volume 3. P & R Publishing. 1975. (engelsk)
- Studies in Preaching, Volume 2. P & R Publishing. 1976. (engelsk)
- Essays on Biblical Preaching. Zondervan. 1986. ISBN 0-310-51041-4. (engelsk)
- Sermon Analysis. Accent Books. 1986. ISBN 0-89636-193-4. (engelsk)
- A Consumer's Guide to Preaching. Victor Books. 1991. ISBN 896933989. {{cite book}}: Tjek |isbn=: length (hjælp) (engelsk)
- PREACHING WITH PURPOSE the urgent task of homiletics. Zondervan. 1998. ISBN 310510910. {{cite book}}: Tjek |isbn=: length (hjælp) (engelsk)
- Preaching According to the Holy Spirit. Timeless Texts. 2000. ISBN 978-1-889032-17-7. (engelsk)
- Truth Apparent. Timeless Texts. 2004. ISBN 978-1-889032-33-7. (engelsk)
- Preaching to the Heart (Ministry Monographs for Modern Times). Timeless Texts. 2004. ISBN 1-889032-34-4. (engelsk)
- Pulpit Speech (Ministry Monographs for Modern Times). Timeless Texts. 2004. ISBN 978-1-889032-35-1. (engelsk)
- Truth Applied (Ministry Monographs for Modern Times). Timeless Texts. 2004. ISBN 1-889032-32-8. (engelsk)
- Preaching That Persuades (Ministry Monographs for Modern Times). Timeless Texts. 2007. ISBN 1-889032-55-7. (engelsk)
- Preaching with Parables (Ministry Monographs for Modern Times). Timeless Texts. 2007. ISBN 1-889032-54-9. (engelsk)

## Andet
- Prayers for Troubled Times. P & R Publishing. 1979. ISBN 0-8010-0161-7. (engelsk)
- The Grand Demonstration. Timeless Texts. 2003. ISBN 941717062. {{cite book}}: Tjek |isbn=: length (hjælp) (engelsk)
- Be Careful How You Listen. Victor Books. 2007. ISBN 1-59925-113-2. (engelsk)
- Fifty Difficult Passages Explained. Timeless Texts. 2008. ISBN 1-889032-64-6. (engelsk)
- Keeping the Sabbath Today?. Timeless Texts. 2008. ISBN 1-889032-61-1. (engelsk)
- Day by Day Along the Way. Timeless Texts. 2011. ISBN 978-1-889032-66-5. (engelsk)